# .se
.se este un domeniu de internet de nivel superior, pentru Suedia (ccTLD).